# Ulica Wojska Polskiego w Stargardzie

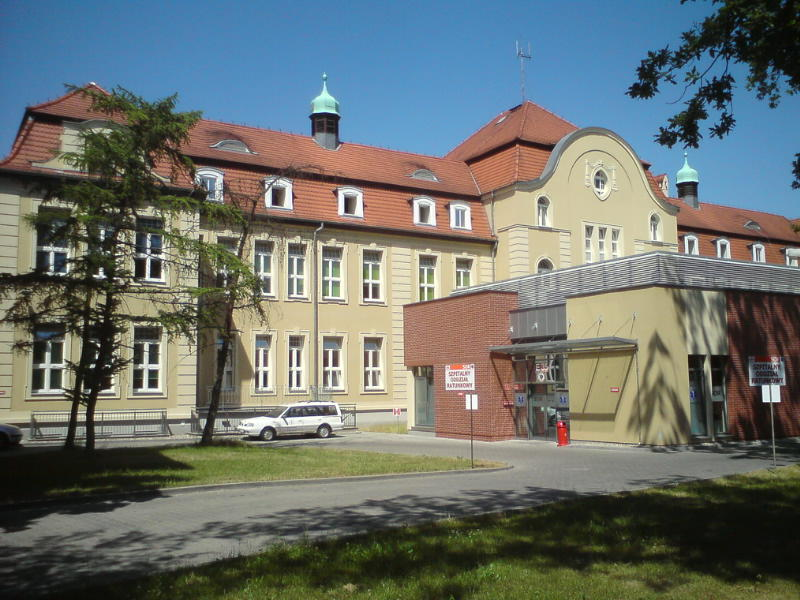
Główny budynek Szpitala oraz SOR

Ulica Wojska Polskiego w Stargardzie (d. Bergstr.) – jedna z głównych ulic miasta, mierzy ok. 1,4 km, wiedzie od Pl. Wolności w kierunku północno-zachodnim.
Zabudowę ulicy stanowią głównie budynki przedwojenne, także secesyjne, oraz współczesna zabudowa plombowa. Przy ulicy znajduje się Sąd Rejonowy, Szpital Powiatowy, Zespół Szkół Katolickich, Lasy Państwowe. W północnej części ulicy drogę przecinają tory Stargardzkiej Kolei Wąskotorowej.
Na odcinku od Pl. Wolności do Konopnickiej jest jednokierunkowa (ruch w kierunku północnym) jej uzupełnieniem jest ul. Piłsudskiego.
Przez ulicę przebiegają linie autobusowe MZK: 1, 11, 12, 18, 19.